# Mapa Dymaxion

Mapa Dymaxion aberto permitindo unir depois as massas de terra contíguas.

O mapa Dymaxion ou projecção de Fuller da Terra é uma projecção cartográfica de um mapa-múndi na superfície de um poliedro que pode separar-se numa rede de muitas formas diferentes e planificar-se para formar um mapa bidimensional que retém a maior parte da integridade proporcional relativa do mapa-múndi. Foi criado por Buckminster Fuller, que o patenteou em 1946. Na patente a projecção mostrada é feita sobre um cuboctaedro. A versão de 1954 publicada por Fuller com o título The AirOcean World Map empregava um icosaedro ligeiramente modificado mas quase completamente regular como base para a projecção, e é esta a versão mais conhecida na actualidade. O nome Dymaxion foi aplicado por Fuller a muitas das suas invenções.
Ao contrário da maioria de projecções, o Dymaxion foi concebido apenas para representar o globo inteiro.

## Propriedades
Fuller garantiu que o seu mapa tinha muitas vantagens sobre outras projecções cartográficas.
Tem menos distorção no tamanho relativo das regiões, especialmente se for comparado com a projecção de Mercator e menos distorção das formas, particularmente quando é comparado com a projecção de Gall-Peters.
Uma característica distinta do Dymaxion é que não tem uma direcção que "aponte" para cima. Fuller disse frequentemente que no universo não há «acima» e «abaixo» nem «norte» e «sul»: só «dentro» e «fora». As forças gravitacionais das estrelas e planetas criam «dentro», que significa «para o centro gravitacional» e «fora» que significa «afastando do centro gravitacional». Associou a representação dos mapas habituais com o norte para cima e o sul para baixo ao enviesamento cultural. Destaque-se que há outras projecções geométricas que não têm o norte para cima.
Não há uma orientação «correcta» do mapa Dymaxion. Separar as faces triangulares do icosaedro resulta numa rede que mostra massas de terra quase contíguas que compreendem os continentes da Terra, e não grupos de continentes divididos por oceanos. Se se mostra de outra forma, o mundo surge dominado por uma massa de água conexa rodeada de terra.

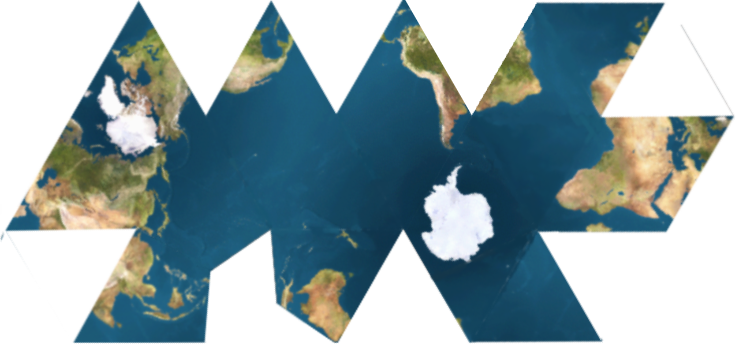
Esta rede mostra os oceanos ligados rodeando a Antárctida.

## Impacto
Uma pintura de 1967 de Jasper Johns mostra um mapa Dymaxion: o «Map (Based on Buckminster Fuller's Dymaxion Airocean World)» encontra-se na colecção permanente do Museu Ludwig de Colónia.  